# Ялчинкая, Билаль
Билаль Ялчинкая (нем. Bilal Yalçınkaya; род. 30 марта 2006) — немецкий футболист, полузащитник клуба «Гамбург».

## Клубная карьера
Ялчинкая — воспитанник клубов «Санкт-Паули» и «Гамбург».

## Международная карьера
В 2023 году в составе юношеской сборной Германии Ялчинкая выиграл юношеский чемпионат мира в Индонезии. На турнире он сыграл в матчах против команд Новой Зеландии, Венесуэлы, США, Испании, Аргентины и Франции. В поединках против новозеландцев и американцев Билаль забил по голу.

## Достижения
Международные
 Германия (до 17)
- Победитель юношеского чемпионата мира — 2023